# Funiculì, Funiculà

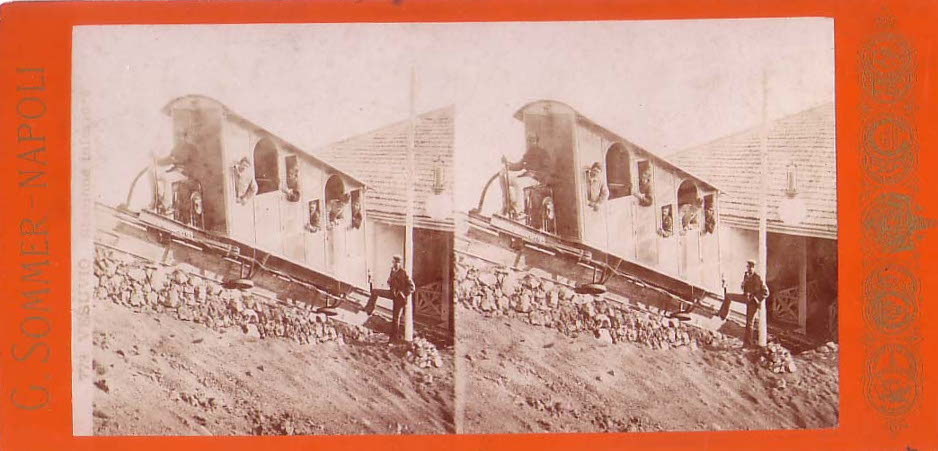
Standseilbahn am Vesuv

Funiculì, Funiculà [funikuˈli funikuˈla] ist ein volkstümliches Lied in neapolitanischer Sprache aus dem Jahr 1880, das aus Anlass der Eröffnung der Standseilbahn auf den Vesuv geschrieben wurde. Es ist das Produkt einer Zusammenarbeit des Textdichters Peppino Turco und des Komponisten Luigi Denza. Diese Standseilbahn wurde 1944 beim Ausbruch des Vulkans zerstört und später durch eine Sesselbahn ersetzt, die 1984 stillgelegt wurde. Das Lied lebt bis heute erfolgreich als klassischer Evergreen weiter.

## Text
Das Wortspiel funiculì, funiculà aus funiculare ‚Standseilbahn‘ und aus den Ortsadverbien lì ‚da‘ und là ‚dort‘ bedeutet in etwa: „Seilbahn da, Seilbahn dort“, „Seilbahn oben, Seilbahn unten“ oder „Seilbahn rauf, Seilbahn runter“. Der Text (in neapolitanischer Mundart) besteht aus einem Werbeappell des Sängers an seine Giovanna, mit der Standseilbahn die Spitze des Vesuvs zu besuchen, die weite Aussicht, bis nach Frankreich und Spanien, zu genießen und ihn zu heiraten. Er lautet im Original:
Aissera, oì Nanninè, me ne sagliette,

tu saie addò?

Addò ’sto core ’ngrato cchiù dispiette

Farme nun pò!

Addò llo fuoco coce, ma si fuje

te lassa stà!

E non te corre appriesso, non te struje

sulo a guardà.

Jammo, jammo ’ncoppa, jammo jà,

funiculì, funiculà!

Nè, jamme da la terra a la montagna! no passo nc’è!

Se vede Francia, Proceta e la Spagna …

Io veco a te!

Tirato co lli fune nnitto, nfatto,

ncielo se va.

Se va comm’a llo viento a l’antrasatto, guè, saglie, sà!

Jammo, jammo ’ncoppa, jamme jà,

funiculì, funiculà!

Se n’è sagliuta, oie Nè, se n’è sagliuta, la capa già!

È ghiuta, pò è turnata, e pò è venuta,

sta sempe ccà!

La capa vota, vota, attuorno, attuorno,

attuorno a tte!

Sto core canta sempe

nu taluorno

Sposammo, oie Nè!

Jammo, jammo ncoppa, jammo, jà,

funiculì, funiculà!

## Bearbeitungen
Die populäre Melodie wurde 1885/86 von Richard Strauss in seiner sinfonischen Dichtung Aus Italien verarbeitet, was angeblich zu einem Rechtsstreit mit dem Komponisten führte, was archivalisch aber nicht belegt ist. Das Hauptmotiv wurde unter anderem 1907 von Nikolai Rimski-Korsakow im Neapolitanischen Lied und 1909 von Alfredo Casella in der Orchestersuite Italia zitiert.
Die Münchner Dixieband Hot Dogs veröffentlichte in den 1970er Jahren eine Coverversion des Liedes auf den Text Schaug hi, da liegt a toter Fisch im Wasser.
Der Partyschlager Puff von Barcelona (1975 von Die 3 Besoffskis, Coverversion Olé, wir fahr’n in’ Puff nach Barcelona 1999 von Mickie Krause) basiert auf der Melodie.